# 幌別ダム
幌別ダム（ほろべつダム）は、北海道胆振総合振興局登別市にある胆振幌別川水系二級河川胆振幌別川の河口より2.5km地点に築造された工業用水供給専用のダムである。
1968年（昭和43年）4月17日に完成した。

## 仕様
北海道庁企業局が管理を行う室蘭地区工業用水道で堤高：22.5m、堤頂長：366.0mのアースダム（中央土質遮水壁土石フィルダム）である。

## 目的
日量115,000m3の工業用水を室蘭地区の工業地帯（鉄鋼・石油精製プラント）へ向けて総延長距離：36.04kmの給水配管で加圧・圧送する。

## 室蘭地区工業用水道
- 室蘭幹線 - 日本製鉄室蘭製鉄所、日本製鋼所室蘭製作所
- 本輪西日石線 - 日鉄セメント、日本製鉄棒鋼工場、ENEOS室蘭事業所
- イタンキ線 - イタンキ工業団地

## 室蘭工業用水池『不盡の湖』
ダムによって形成された人造湖の室蘭工業用水池（幌別貯水池）は『不盡の湖』（ふじんのうみ）とも称される。

※不盡（ふじん）とは「不尽（無尽蔵）」を意味する。
総貯水容量：9,974,000m3、常時満水位標高：EL 27.4m、利用水深：8.4mの人造湖である。

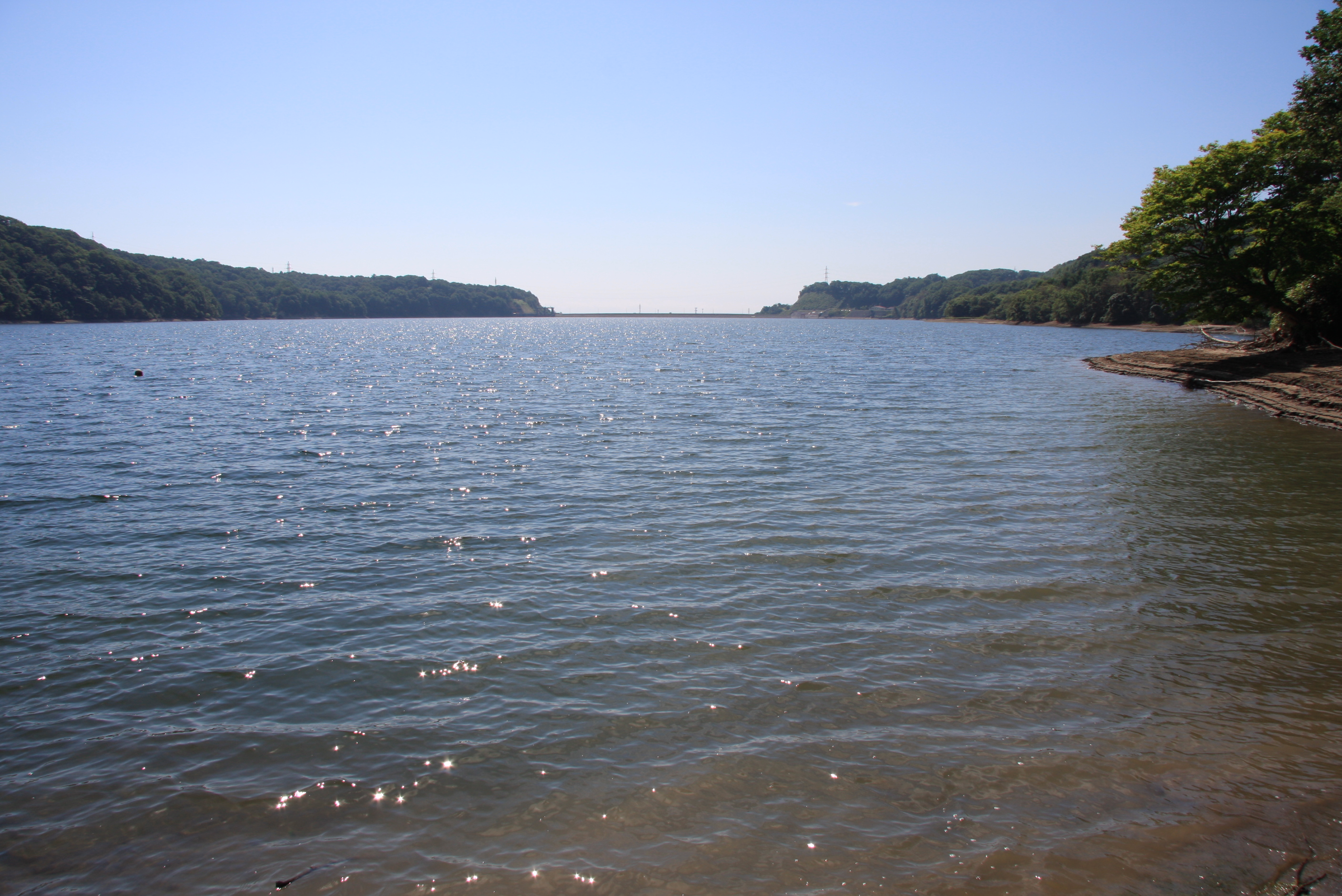
室蘭工業用水池 『不盡の湖』（人造湖）

## 周辺
- 幌別岳 - 源頭
- 幌別鉱山
- 来馬岳 - 幌別来馬川（支流）の源頭
- 鷲別岳 - 鷲別来馬川（支流）の源頭
- 川又温泉 - 鷲別来馬川（支流）の流域
- 登別市ネイチャーセンターふぉれすと鉱山
- カムイヌプリ - 幌別ダムコース登山道
- 川上公園
- 登別市郷土資料館
- 北海道道327号弁景幌別線（並走路線）
- 幌別駅 - 河口付近にあるJR室蘭本線の駅